# Brett Lee
Pour les articles homonymes, voir Lee.
Brett Lee (né le 8 novembre 1976 à Wollongong, Nouvelle-Galles du Sud), parfois surnommé Bing, est un joueur de cricket international australien. Spécialiste du fast bowling, il est l'un des bowlers les plus rapides de l'histoire du cricket, avec notamment un lancer chronométré à 160.8 km/h.
Il a disputé son premier test pour l'équipe d'Australie en 1999, son premier One-day International (ODI) en 2000 et son premier Twenty20 International en 2005. Il est depuis sélectionné de manière quasi systématique dans chacun des formats de cricket, hormis un passage à vide de 18 mois en Test cricket à partir de 2004 et des blessures qui l'ont tenu à l'écart de la sélection. Il fit partie de l'équipe d'Australie qui remporta la Coupe du monde 2003. Initialement sélectionné pour la Coupe du monde 2007, il fut contraint de renoncer à sa participation à cause d'une blessure.

## Principales équipes
- Nouvelle-Galles du Sud
  - First-class cricket : 1997-98 - 2007-08
  - List A cricket : 1997-98 - 2007-08
- Kings XI Punjab : 2008

## Sélections
Statistiques à jour au 8 février 2008
- 65 sélections en Test cricket (1999 - )
- 162 sélections en ODI (2000 - )
- 12 sélections en Twenty20 International (2005 - )

## Récompenses individuelles
- Bradman Young Player of the Year de l'année 2000
- Un des cinq Wisden Cricketers of the Year de l'année 2006
- Allan Border Medal en 2008
- Joueur australien de Test cricket de l'année en 2008

## Palmarès
- Vainqueur de la Coupe du monde de cricket en 2003.

## Performances
- Premier joueur à ce jour[3] à avoir réussi un hat-trick en Twenty20 International (le 19 septembre 2007 contre le Bangladesh lors de l'ICC World Twenty20 2007)